# Faustignamptus bifenestratus
Faustignamptus bifenestratus is een keversoort uit de familie Rhynchitidae. De wetenschappelijke naam van de soort is voor het eerst geldig gepubliceerd in 1892 door Faust.